# Laiwu
Laiwu (莱芜市; pinyin: Láiwú Shì) er et lille bypræfektur midt i provinsen Shandong i Folkerepublikken Kina. Den grænser mo nord til provinshovedstaden Jinan, til Zibo mod øst, og Tai'an til sydvest. Præfekturet har et areal på 2,268 km², og en befolkning på 1.250.000 mennesker (2007).
En del af den store Qi-mur står her i bevaringsværdig stand , og er opført på Folkerepublikken Kinas liste over kulturminder. 

## Administrative enheder
Laiwu består af to bydistrikter:
- Laicheng – 莱城区 Láichéng Qū;
- Gangcheng – 钢城区 Gāngchéng Qū.

## Trafik
Kinas rigsvej 205 passerer gennem området. Den begynder i Shanhaiguan i Hebei og ender mod  syd i Shenzhen i provinsen Guangdong. Undervejs passerer den  bland andet Tangshan, Tianjin, Zibo, Huai'an, Nanjing, Wuhu, Sanming, Heyuan og Huizhou.